# ITU-Zone
Eine ITU-Zone ist ein Gebiet auf der Erdoberfläche gemäß Einteilung der Internationalen Fernmeldeunion (ITU).
Die Gebiete wurden auf einer weltweiten Konferenz der ITU, welche von 1948 bis 1949 in Mexiko-Stadt stattfand, zum Rundfunkdienst auf Kurzwelle definiert. Nach dem Namen der Konferenz werden die Zonen auch CIRAF-Zonen genannt (Conferencia Internacional de Radiodifusión por Altas Frecuencias). Sie dienen der Belegungsplanung von Frequenzen mit dem Ziel, gegenseitige Störungen von Rundfunksendern zu vermeiden. Im Amateurfunk werden sie für einige Amateurfunkdiplome verwendet, bei denen man Verbindungen mit verschiedenen ITU-Zonen nachweisen muss.
Die Erdoberfläche ist in 90 ITU-Zonen eingeteilt, von denen die Zonen 1 bis 75 die Landmassen und die Zonen 76 bis 90 die Ozeane abdecken. Deutschland, Österreich und die Schweiz liegen im nordwestlichen Quadranten der Zone 28, die im Südosten bis Griechenland reicht.
Im Amateurfunk ist daneben auch eine abweichende Einteilung in 40 CQ-Zonen gebräuchlich (mit Deutschland und der Schweiz in Zone 14 sowie Österreich in Zone 15).